# Metopiopsis aurea
Metopiopsis aurea är en tvåvingeart som beskrevs av Vimmer och Victor Gerald Soukup 1940. Metopiopsis aurea ingår i släktet Metopiopsis och familjen parasitflugor.
Artens utbredningsområde är Peru. Inga underarter finns listade i Catalogue of Life.